# Pablo Lima (futbolista)
Pablo Lima (Montevideo, Uruguay el 19 de agosto de 1990) es un futbolista uruguayo que juega como volante mixto en el Independiente Medellín de la Categoría Primera A colombiana.

## Trayectoria
Hizo su debut profesional en 2011 con El Tanque Sisley, con quien disputó 2 partidos en la máxima categoría uruguaya; al año siguiente fue utilizado con más frecuencia, jugando 20 partidos y también anotando el primer gol de su carrera. En la temporada 2013-2014, además de un partido en la Copa Sudamericana, disputó otros 19 partidos en la máxima categoría uruguaya, y luego jugó otros 24 más durante la temporada 2014-2015.
En el verano de 2015 dejó el equipo tras cuatro años, con los que disputó 66 partidos (65 de ellos en Liga) y marcó dos goles en un período de cuatro años; Se traslada a Europa, firmando en concreto con el Südtirol, club que participa en el campeonato italiano Lega Pro, en el que Lima durante la temporada 2015-2016 juega 10 partidos sin marcar. A fin de año regresa a El Tanque Sisley, con quien gana la Segunda División Profesional de Uruguay y juega en Primera División en 2017. Luego juega en Aucas (segunda división ecuatoriana) y Villa Teresa (segunda división uruguaya), antes de irse en 2018 a La Equidad, club de la primera división colombiana.
Desde ese entonces hasta la actualidad se encuentra jugando en La Equidad, teniendo un gran desempeño que ha sido destacado por varios periodistas y programas  deportivos de Colombia.

## Clubes
| Club             | País     | Año         |
| ---------------- | -------- | ----------- |
| El Tanque Sisley | Uruguay  | 2011 - 2015 |
| FC Südtirol      | Italia   | 2015 - 2016 |
| El Tanque Sisley | Uruguay  | 2016 - 2017 |
| Aucas            | Ecuador  | 2017        |
| Villa Teresa     | Uruguay  | 2018        |
| La Equidad       | Colombia | 2018 - 2023 |
| Medellin         | Colombia | 2024        |
| Wanderers        | Uruguay  | 2025        |

## Estadísticas
| El Tanque Sisley · Uruguay                                                                          | 1ª            | 2011-12       | 2   | 0  | —  | — | —  | — | 2   | 0  |
| El Tanque Sisley · Uruguay                                                                          | 1ª            | 2012-13       | 20  | 1  | —  | — | —  | — | 20  | 1  |
| El Tanque Sisley · Uruguay                                                                          | 1ª            | 2013-14       | 19  | 0  | —  | — | 1  | 0 | 20  | 0  |
| El Tanque Sisley · Uruguay                                                                          | 1ª            | 2014-15       | 24  | 1  | —  | — | —  | — | 24  | 1  |
| El Tanque Sisley · Uruguay                                                                          | 2ª            | 2016          | 12  | 0  | —  | — | —  | — | 12  | 0  |
| El Tanque Sisley · Uruguay                                                                          | 1ª            | 2017          | 20  | 1  | —  | — | —  | — | 20  | 1  |
| El Tanque Sisley · Uruguay                                                                          | Total club    | Total club    | 97  | 3  | 0  | 0 | 1  | 0 | 98  | 3  |
| FC Südtirol · Italia                                                                                | 3ª            | 2015-16       | 10  | 0  | —  | — | —  | — | 10  | 0  |
| FC Südtirol · Italia                                                                                | Total club    | Total club    | 10  | 0  | 0  | 0 | 0  | 0 | 10  | 0  |
| Aucas · Ecuador                                                                                     | 2ª            | 2017          | 21  | 2  | —  | — | —  | — | 21  | 2  |
| Aucas · Ecuador                                                                                     | Total club    | Total club    | 21  | 2  | 0  | 0 | 0  | 0 | 21  | 2  |
| Villa Teresa · Uruguay                                                                              | 2ª            | 2018          | 11  | 0  | —  | — | —  | — | 11  | 0  |
| Villa Teresa · Uruguay                                                                              | Total club    | Total club    | 11  | 0  | 0  | 0 | 0  | 0 | 11  | 0  |
| La Equidad · Colombia                                                                               | 1ª            | 2018          | 19  | 0  | 3  | 0 | —  | — | 22  | 0  |
| La Equidad · Colombia                                                                               | 1ª            | 2019          | 32  | 0  | 1  | 0 | 7  | 0 | 40  | 0  |
| La Equidad · Colombia                                                                               | 1ª            | 2020          | 20  | 0  | 1  | 0 | —  | — | 21  | 0  |
| La Equidad · Colombia                                                                               | 1ª            | 2021          | 40  | 7  | 4  | 0 | 7  | 0 | 51  | 7  |
| La Equidad · Colombia                                                                               | 1ª            | 2022          | 44  | 6  | 1  | 0 | 2  | 0 | 47  | 6  |
| La Equidad · Colombia                                                                               | 1ª            | 2023          | 30  | 3  | 2  | 0 | 0  | 0 | 32  | 3  |
| La Equidad · Colombia                                                                               | Total club    | Total club    | 185 | 16 | 12 | 0 | 16 | 0 | 213 | 16 |
| Deportivo Independiente Medellin · Colombia                                                         | 1ª            | 2024          | 24  | 1  | 0  | 0 | 8  | 0 | 32  | 1  |
| Deportivo Independiente Medellin · Colombia                                                         | Total club    | Total club    | 24  | 1  | 0  | 0 | 8  | 0 | 32  | 1  |
| Montevideo Wanderers Futbol Club · Uruguay                                                          | 1ª            | 2025          | 22  | 1  | 0  | 0 | 1  | 0 | 22  | 1  |
| Montevideo Wanderers Futbol Club · Uruguay                                                          | Total club    | Total club    | 22  | 1  | 0  | 0 | 1  | 0 | 22  | 1  |
| Total carrera                                                                                       | Total carrera | Total carrera | 370 | 23 | 12 | 0 | 26 | 0 | 408 | 23 |
| (1) Incluye datos de la Copa Colombia . (2) Incluye datos de Copa Libertadores y Copa Sudamericana. |               |               |     |    |    |   |    |   |     |    |

## Palmarés

### Títulos nacionales
| Título                       | Club             | País    | Año  |
| ---------------------------- | ---------------- | ------- | ---- |
| Segunda División Profesional | El Tanque Sisley | Uruguay | 2016 |